# Jogo de Cena
Jogo de Cena (Juego de escena) es un documental brasileño de 2007 dirigido por Eduardo Coutinho.

## Descripción
En respuesta a un anuncio en el periódico, 83 mujeres contaron la historia de su vida en un estudio. Veintitrés de ellos fueron seleccionados y filmados en junio de 2006. En septiembre del mismo año, varias actrices interpretaron, a su manera, las mismas historias.

## Premios y nominaciones
- 2007 - Muestra Internacional de Cine de São Paulo : selección oficial
- 2008 - Festival Internacional de Cine de Punta del Este: premio al mejor documental
- 2008 - Cines del Sur: premio al mejor documental
- 2008 - Buenos Aires Festival Internacional de Cine Independiente: selección oficial
- 2008 - Festival de cine de Tribeca: selección oficial
- 2008 - Festival Internacional de Cine de Locarno: selección oficial
- 2008 - Festival de Cine de Roma: selección oficial
- 2008 - Festival de cine de Los Ángeles: selección oficial